# Devipattinam
Devipattinam es una ciudad censal situada en el distrito de Ramanathapuram en el estado de Tamil Nadu (India). Su población es de 11599 habitantes (2011). Se encuentra en la costa del océano Índico, en el golfo de Mannar, a 3 km de Ramanathapuram y a 110 km de Madurai.

## Demografía
Según el censo de 2011 la población de Devipattinam era de 11599 habitantes, de los cuales 5897 eran hombres y 5702 eran mujeres. Devipattinam tiene una tasa media de alfabetización del 88,35%, superior a la media estatal del 80,09%: la alfabetización masculina es del 91,95%, y la alfabetización femenina del 84,65%.